# Декенн, Эмили
Эмили Декенн (иногда Эмили Декьенн; фр. Émilie Dequenne; 29 августа 1981[…], Белёй, Бельгия — 16 марта 2025[…], Вильжюиф, Вильжюиф, Франция) — бельгийская актриса.

## Биография
Эмили Декенн родилась в городке Белёй бельгийской провинции Эно 29 августа 1981 года. С восьми лет она посещала курсы дикции и ораторского искусства Музыкальной академии в Бодуре. В 1994—1996 годах Декенн работала в театральной мастерской Théâtre La Relève, там она впервые попробовала себя в качестве актрисы.
В 1999 году Декенн сыграла главную роль в драме братьев Дарденн «Розетта». Фильм был удостоен Золотой пальмовой ветви Каннского кинофестиваля, а Эмили получила приз лучшей актрисе. В 2001 году она снялась в историческом триллере «Братство волка», где её партнёрами по съёмочной площадке были Марк Дакаскос, Венсан Кассель и Моника Беллуччи.
Картина «Напарник» (2004) принесла Эмили номинацию на премию Сезар за лучшую женскую роль второго плана, но победа в ней досталась Марион Котийяр (фильм «Долгая помолвка»). В 2007 году Декенн сыграла эпизодическую роль в киноальманахе «У каждого своё кино», снятого к юбилею фестиваля в Каннах.
В 2012 году Эмили Декенн снялась в драме бельгийского режиссёра Хоакима Лафосса «После любви». Её героиня — молодая женщина, семейная жизнь которой складывается неудачно и приходит к трагической развязке. За эту роль Эмили была удостоена нескольких национальных и международных премий, в том числе награды конкурса «Особый взгляд» в Каннах и приза за лучшую женскую роль на фестивале в Палм-Спрингс.

## Личная жизнь
У Эмили Декенн есть дочь Мия, которая родилась в 2002 году. 11 октября 2014 года Декенн вышла замуж за комика Мишеля Ферраччи.

## Болезнь и смерть
В октябре 2023 года у Эмили был диагностирован адренокортикальный рак, затрагивающий эндокринную систему. Несмотря на то что она смогла достичь ремиссии, в декабре 2024 года актриса сообщила о рецидиве, который оказался злокачественной опухолью надпочечника.
Декенн умерла 16 марта 2025 года в больнице имени Гюстава Русси в Вильжюифе, Франция. Ей было 43 года.

## Фильмография

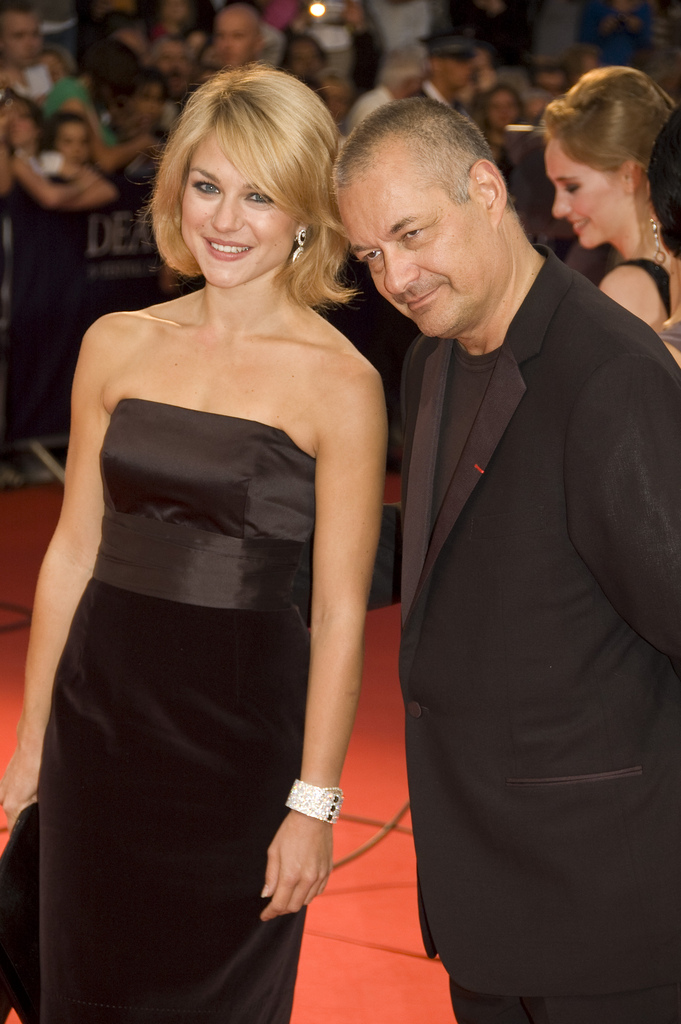
Эмили Декенн и Жан-Пьер Жёне (2009)

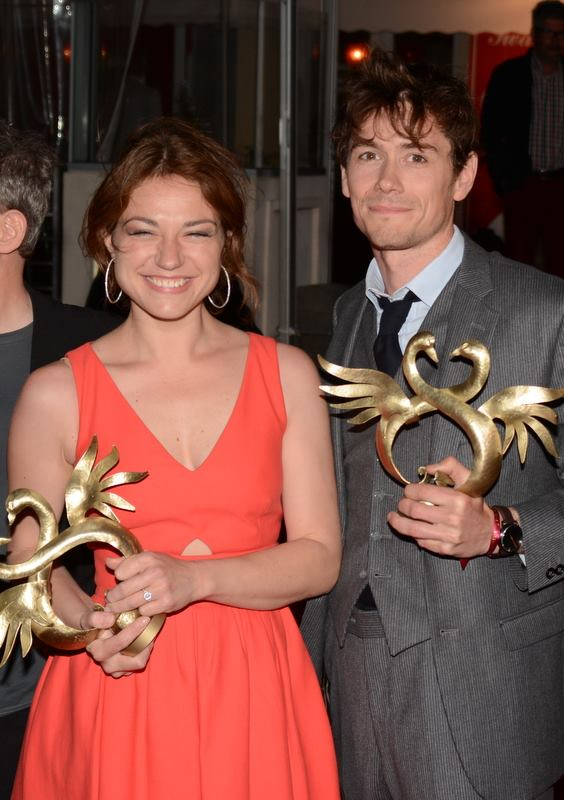
Эмили Декенн и Лоик Корбери на кинофестивале в Кабуре (2014)

| Год  |    | Русское название              | Оригинальное название                                      | Роль                |
| ---- | -- | ----------------------------- | ---------------------------------------------------------- | ------------------- |
| 1999 | ф  | Розетта                       | Rosetta                                                    | Розетта             |
| 2001 | ф  | Братство волка                | Le Pacte des loups                                         | Марианна де Моранжа |
| 2001 | ф  | Да, но…                       | Oui, mais…                                                 | Эглантин Лавиль     |
| 2002 | ф  | Домохозяйка                   | Une femme de ménage                                        | Лаура               |
| 2002 | тф | Жан Мулен                     | Jean Moulin                                                | Лили                |
| 2003 | ф  | Знакомьтесь, Ваша вдова       | Mariées mais pas trop                                      | Лоранс Милько       |
| 2004 | ф  | Напарник                      | L’Équipier                                                 | Брижит              |
| 2004 | ф  | Мост короля Людовика Святого  | Le Pont du roi Saint-Louis                                 | донья Клара         |
| 2004 | ф  | Американец                    | L’Américain                                                | Нелли               |
| 2004 | с  |                               | Kaamelott                                                  | Эдерн               |
| 2005 | ф  | Соединённые штаты Альбера     | Les États-Unis d’Albert                                    | Грейс Карсон        |
| 2005 | ф  | Пока не станет слишком поздно | Avant qu’il ne soit trop tard                              | Аурелия             |
| 2005 | ф  | Похитительница                | La Ravisseuse                                              | Шарлотта            |
| 2006 | ф  | Великий Мольн                 | Le Grand Meaulnes                                          | Валентина           |
| 2006 | ф  | По ту сторону звука           | Écoute le temps                                            | Шарлотта            |
| 2006 | тф | Анри Дюнан: Красное на кресте | Du rouge sur la croix                                      | Сесиль Тюилье       |
| 2007 | ф  | У каждого своё кино           | Chacun son cinéma : une déclaration d’amour au grand écran | плачущая женщина    |
| 2007 | ф  | Творческая жизнь              | La Vie d’artiste                                           | Кора                |
| 2008 | тф | Пустые карманы                | Rien dans les poches                                       | Джудит Миро         |
| 2008 | тф | Шарлотта Корде                | Charlotte Corday                                           | Шарлотта Корде      |
| 2008 | тф | Свет мой, зеркальце…          | Miroir, mon beau miroir                                    | Марион              |
| 2009 | ф  | Дочь линии метро              | La Fille du RER                                            | Жанна Фабр          |
| 2009 | ф  | Я забыл вам сказать           | J’ai oublié de te dire                                     | Мари                |
| 2009 | тф | Одержимость                   | Obsession(s)                                               | Сара Лисборн        |
| 2010 | ф  | Свора                         | La Meute                                                   | Шарлотта Массо      |
| 2011 | тф | Тайна «Мулен Руж»             | Mystère au Moulin Rouge                                    | Диана Барро         |
| 2012 | ф  | После любви                   | À perdre la raison                                         | Мюриэль             |
| 2012 | ф  | Пересечение                   | La traversée                                               | Сара Арендт         |
| 2013 | ф  | Мёбиус                        | Möbius                                                     | Сандра              |
| 2014 | ф  | Не в моём вкусе               | Pas son genre                                              | Дженнифер           |
| 2014 | ф  | Любовь на Рождество           | Divin Enfant                                               | Сара                |
| 2014 | с  | Пропавший без вести           | The Missing                                                | Лоранс Рело         |
| 2015 | ф  | Несчастный случай             | Par accident                                               | Анжелика            |
| 2015 | тф |                               | Souviens-toi                                               | Эмили Оклер         |
| 2016 | ф  |                               | Maman a tort                                               | Сириэль             |
| 2017 | ф  | До свидания там, наверху      | Au revoir là-haut                                          | Маделин Перикур     |
| 2017 | ф  | Пожарный                      | Les Hommes du feu                                          | Бенедикта           |
| 2017 | ф  | С нами                        | Chez nous                                                  | Полин Дюэз          |
| 2020 | ф  | Что мы говорим, что мы делаем | Les Choses qu’on dit, les Choses qu’on fait                | Луиза               |
| 2022 | ф  | Близко                        | Close                                                      | Софи                |
| 2023 | с  | Назад в прошлое               | Année Zéro                                                 | Жюльет Харуб        |
| 2023 | ф  | Мистер Блейк к вашим услугам! | Complètement cramé !                                       | Одиль               |
| 2024 | ф  | Последний день Земли          | Survivre                                                   | Джулия              |

## Награды и номинации
Полный список наград и номинаций на сайте IMDb.
| Награды и номинации | Награды и номинации             | Награды и номинации                               | Награды и номинации           | Награды и номинации |
| Год                 | Награда                         | Категория                                         | Фильм                         | Результат           |
| ------------------- | ------------------------------- | ------------------------------------------------- | ----------------------------- | ------------------- |
| 1999                | Каннский кинофестиваль          | Лучшая актриса                                    | Розетта                       | Победа              |
| 1999                | Ассоциация кинокритиков Чикаго  | Самая многообещающая актриса                      | Розетта                       | Победа              |
| 1999                | Премия Европейской киноакадемии | Лучшая актриса                                    | Розетта                       | Номинация           |
| 2000                | Премия «Сезар»                  | Самая многообещающая актриса                      | Розетта                       | Номинация           |
| 2001                | Кинофестиваль в Кабуре          | Лучшая новая актриса                              | Братство волка                | Победа              |
| 2003                | Премия «Сезар»                  | Самая многообещающая актриса                      | Домохозяйка                   | Номинация           |
| 2005                | Премия «Сезар»                  | Лучшая актриса второго плана                      | Напарник                      | Номинация           |
| 2009                | Кинофестиваль в Кабуре          | Лучшая актриса                                    | Дочь линии метро              | Победа              |
| 2012                | Каннский кинофестиваль          | Лучшая актриса по версии конкурса «Особый взгляд» | После любви                   | Победа              |
| 2012                | Премия Европейской киноакадемии | Лучшая актриса                                    | После любви                   | Номинация           |
| 2012                | Премия «Спутник»                | Лучшая актриса                                    | После любви                   | Номинация           |
| 2013                | Кинофестиваль в Палм-Спрингс    | Лучшая актриса по версии ФИПРЕССИ                 | После любви                   | Победа              |
| 2013                | Премия «Магритт»                | Лучшая актриса                                    | После любви                   | Победа              |
| 2014                | Кинофестиваль в Кабуре          | Лучшая актриса                                    | Не в моём вкусе               | Победа              |
| 2015                | Премия «Магритт»                | Лучшая актриса                                    | Не в моём вкусе               | Победа              |
| 2015                | Премия «Люмьер»                 | Лучшая актриса                                    | Не в моём вкусе               | Номинация           |
| 2015                | Премия «Сезар»                  | Лучшая актриса                                    | Не в моём вкусе               | Номинация           |
| 2018                | Премия «Магритт»                | Лучшая актриса                                    | С нами                        | Победа              |
| 2021                | Премия «Сезар»                  | Лучшая актриса второго плана                      | Что мы говорим, что мы делаем | Победа              |
| 2021                | Кинофестиваль в Кабуре          | Лучшая актриса                                    | Что мы говорим, что мы делаем | Победа              |
| 2022                | Премия «Магритт»                | Лучшая актриса второго плана                      | Что мы говорим, что мы делаем | Номинация           |
| 2023                | Премия «Магритт»                | Лучшая актриса второго плана                      | Близко                        | Победа              |